# Joseph Cerrito
Giuseppe Cerrito, detto "Joseph" (Palermo, 25 gennaio 1911 – San Jose, 8 settembre 1978), è stato un mafioso italiano, uno dei più potenti boss di Cosa nostra statunitense, degli anni sessanta e settanta.
È stato il capo della Famiglia mafiosa di San Jose, dal 1959, al 1978 anno della sua morte.

## Biografia

### I primi anni
Giuseppe Cerrito nacque a Palermo ma negli anni venti emigrò con la sua famiglia in America, dove stabilendosi a Brooklyn. Divenuto ufficialmente un "uomo d'onore" nelle locali cosche mafiose, all'inizio degli anni quaranta decise di stabilirsi a San Jose, la terza città più grande della California, controllata completamente dalla locale Famiglia mafiosa, guidata all'epoca dal boss Onofrio Sciortino.

### Ascesa al potere
All'inizio degli anni cinquanta, Cerrito divenne il vicecapo della cosca. Nel 1957, fu sospettato dalle autorità di aver partecipato alla famosa Riunione di Apalachin, nello stato di New York, in rappresentanza della Famiglia di San Jose. Nel 1959 Sciortino morì di cause naturali, e Cerrito divenne il boss della famiglia.

### Gli anni da boss
Nell'ottobre del 1964, fu identificato dalla polizia nella natia Palermo, mentre si trovava in macchina assieme a Frank Garofalo, sottocapo della Famiglia Bonanno. Cerrito era considerato dalle autorità italiane e americane uno dei capi del traffico di eroina, dalla Sicilia verso gli Stati Uniti. Cerrito era inoltre considerato uno degli uomini d'affari più importanti della città, infatti come attività legali era il proprietario di due grosse concessionarie di automobili, una nel centro di San Jose, ed un'altra nella cittadina vicina di Los Gatos. Alla fine degli anni sessanta, assieme a Peter Misuraca, uno dei suoi uomini di fiducia, fu accusato dall'FBI e dalle autorità giudiziarie di un'estorsione ad un grosso Hotel di Reno nel Nevada, ma le accuse contro di lui caddero.

### Gli ultimi anni
Nel 1968 il magazine LIFE lo descrisse pubblicamente come il capomafia di San Jose. Cerrito citò il giornale per diffamazione, ma il caso fu respinto. Cerrito è ricordato come il boss mafioso più potente della storia di San Jose, infatti sotto la sua guida la cosca aumentò notevolmente in ricchezza ed in potere grazie ai suoi molteplici agganci con numerosi senatori della California. Giuseppe Cerrito morì di cause naturali nel 1978.